# Blandinsville
Blandinsville és una població dels Estats Units a l'estat d'Illinois. Segons el cens del 2000 tenia 777 habitants.

## Demografia
Segons el cens del 2000, Blandinsville tenia 777 habitants, 339 habitatges, i 224 famílies. La densitat de població era de 340,9 habitants/km².
Dels 339 habitatges en un 28,9% hi vivien nens de menys de 18 anys, en un 54% hi vivien parelles casades, en un 7,4% dones solteres, i en un 33,9% no eren unitats familiars. En el 29,8% dels habitatges hi vivien persones soles el 18% de les quals corresponia a persones de 65 anys o més que vivien soles. El nombre mitjà de persones vivint en cada habitatge era de 2,29 i el nombre mitjà de persones que vivien en cada família era de 2,83.
Per edats la població es repartia de la següent manera: un 22,3% tenia menys de 18 anys, un 8,4% entre 18 i 24, un 26,5% entre 25 i 44, un 23,9% de 45 a 60 i un 18,9% 65 anys o més.
L'edat mediana era de 41 anys. Per cada 100 dones de 18 o més anys hi havia 98 homes.
La renda mediana per habitatge era de 30.272 $ i la renda mediana per família de 39.028 $. Els homes tenien una renda mediana de 30.625 $ mentre que les dones 19.479 $. La renda per capita de la població era de 15.203 $. Aproximadament el 6,8% de les famílies i el 8,8% de la població estaven per davall del llindar de pobresa.

## Poblacions properes
El següent diagrama mostra les poblacions més properes.